# 根津貴行
根津 貴行（ねづ たかゆき、12月4日 - ）は、日本の男性声優。東京都出身。所属は現在アル・シェア。

## 人物
代々木アニメーション学院声優科、マウスプロモーション養成所、Talk back東京校3期 卒業。以前は劇団フリーアトム、劇団P-9contra　punt、ケンユウオフィス、アトリエピーチ、イエローテイル（声のみ預かり）に所属していた。声種はバリトン。

## 出演

### テレビアニメ
1996年
- 水色時代（司会者、店員、渡辺中監督、男子生徒）
- るろうに剣心 -明治剣客浪漫譚-（中村）

2004年
- 最遊記RELOAD GUNLOCK（手下、ウエイター、妖怪）
- 焼きたて!!ジャぱん（受験者）

2005年
- おくさまは女子高生（男性客）
- 砂ぼうず（団員）
- まほらば〜Heartful days（佐々木、ナレーター）

2006年
- 009-1（スパイ）
- TOKKO 特公（警備員）
- MUSASHI -GUN道-（修行僧）

### OVA
2007年
- 最遊記RELOAD -burial-（清兆）

### ゲーム
2004年
- 夏のひとしずく（和久井友紀彦）
- HALO2

2005年
- テイルズ オブ コモンズ（フェルス）

2007年
- スーパーロボット大戦OG外伝（修羅兵）
- 魔女っ娘ア・ラ・モードII -魔法と剣のストラグル-（ロランド）

2008年
- インフィニット アンディスカバリー
- ドラえもん のび太と緑の巨人伝DS
- 勇者のくせになまいきだor2

### 吹き替え

#### 実写
- The O.C.
- Shall We Dance?
- サンクチュアリ（フェツ 他）
- シルバーホーク
- スーパーナチュラル
- 沈黙の聖戦（トミー 他）
- TUBE（カメラマン 他）
- DOA/デッド・オア・アライブ
- ドリームガールズ（C.C.ホワイト）
- トゥルー・コーリング
- ハイスクール・ウルフ（男子生徒）
- ビフォア・サンセット（フィリップ 他）
- PINGPONG 兵兵（カオチャオ）
- ファイヤーウォール（ベル）
- 4400 未知からの生還者（マルコ・ペイセラ） シーズン2のみ
- ミリオンダラー・ベイビー
- ラッキー・ガール
- レスキュー・ミー NYの英雄たち（マイク）
- ワイルド・スピードシリーズ（マーヴィン）
- DodgeBall（ロニー）
- リトルビル（ビッグビル）
- 名探偵モンク
- フェリシティの青春
- コールドケース1・2
- ザ・ソプラノズ 哀愁のマフィア
- プリズン・ブレイク
- CSI:マイアミ
- CSI:ニューヨーク
- NASCAR（ビル・ウイルバーン）
- NINE LIVES（ティム）
- キッチン・ストーリー（若者）
- 真夜中の銃声（ウェイター）
- テラコッタ・ソルジャー（チェン）
- 菊花の香り（内科医）
- ドリーマーズ（友人）
- ジェネックス ゾンビ
- アンナとロッテ（フェルディナント）
- ビハインドザサン（神父）
- モーターサイクルダイヤリーズ（エステバン）
- ASKARI（ヒューズ）
- Brand New World（アダム）
- 復讐者に憐れみを（若者）
- 狼たちの鎮魂歌
- クルセーダー
- ロックカルギル
- ジャングルジュース
- スターゲイト
- エンジェル
- ザット'70sショー
- ふたりはお年頃
- The Incredble Hulk
- モテる男のコロし方

#### アニメ
- アンデルセン・ストーリーズ（魔物、エド 他）
- サッカー水滸伝〜決戦!宋江vs高俅 炎の神州カップ編〜（皇帝[3]）
- ジミー・ニュートロン 僕は天才発明家!（大尉）
- ジャッキー・チェン・アドベンチャー（カルロス）
- ティーン・タイタンズ（ホットスポット、アドニス、警備員）
- トロールズ（カブーン）
- ビリー&マンディ
- フォスターズ・ホーム（チーズ（初代））

### ドラマCD
- あらしのよるに（山羊B）
- 吟遊黙示録マイネリーベwieder（ラインハルト）
- G線上の猫（根本）
- ソウルイーター（係員）
- 愛できつく縛りたい
- 影の館
- 過激に天国
- 君も知らない邪恋の果てに
- 逆境ナイン
- 恋するペシミスト
- 豪華客船で恋は始まる2
- この愛にひざまずけ2 この愛に溺れろ
- さあ恋におちたまえ2
- しあわせにできる2・3（山崎）
- 新・東京ミッドナイト
- スリルがいっぱい-ファントム・アイ編-
- 罪な悪戯
- 罪なくちづけ
- 月と茉莉花-五弦の琵琶の章-
- ハーレムビートは夜明けまで3
- 花嫁は二度さらわれる
- 花のように愛は降る
- 暴君のカジョーな愛情
- 夜ごとの花

### その他
携帯コンテンツ
- 君に降る恋物語（藍浦大翔）
- 豊島学院高等学校 学校紹介ビデオ
- TAKE5
- 富士通会社紹介ビデオ
- ホストグランプリ
- 早稲田大学VP